# Relaciones Rusia-Ucrania
Las relaciones Rusia-Ucrania se refieren a las relaciones bilaterales entre la Federación de Rusia y la República de Ucrania que fueron establecidas a nivel diplomático tras la independencia de la Unión Soviética, de la que ambos Estados formaron parte como repúblicas socialistas. Ambos países tienen también un pasado común dentro del Imperio ruso. 
La guerra ruso-ucraniana es un conflicto bélico entre Rusia y Ucrania, que se encuentra actualmente en curso y que se acrecentó tras el tenso período de la crisis ruso-ucraniana de 2021-2022, conflicto que el 24 de febrero de 2022 finalmente desembocó en la invasión rusa de Ucrania, si bien esta confrontación se ha desarrollado desde 2014 y ha tenido varias etapas entre las que se destacan la adhesión de Crimea a Rusia y la guerra del Dombás que comenzó ese mismo año y aún sigue en progreso. Asimismo, las manifestaciones de Euromaidán que marcan el inicio del conflicto ucraniano comenzaron en noviembre de 2013 en Kiev, la capital ucraniana.

## Historia
Ucrania, que como resultado de la disolución de la URSS se había convertido en el tercer país con más cabezas nucleares, accedió a la entrega a Rusia del armamento nuclear del que disponía. Como contrapartida los signatarios del Memorándum de Budapest del 5 de septiembre de 1994, entre los que se encontraba el presidente ruso Borís Yeltsin, se comprometían a «respetar la soberanía e independencia y las fronteras de Ucrania».
El 28 de mayo de 1997 Pavlo Lazarenko y Viktor Chernomyrdin suscribieron un acuerdo relativo a la flota del Mar Negro, que contemplaba el reparto al 50 % de esta, el alquiler por parte de Rusia de los puertos de Sebastopol durante dos décadas y el reconocimiento de Crimea y Sebastopool legal y territorialmente como parte soberana de Ucrania.

### SigloXXI
Tras los acontecimientos del llamado Euromaidan y el derrocamiento del rusófilo Víktor Yanukóvich como presidente de Ucrania en febrero de 2014, el 1 de marzo de 2014 la cámara alta de Rusia, el Consejo de la Federación, autorizó el envío de un «reducido contingente militar» a Ucrania. En el contexto de la crisis de Crimea, Ucrania perdió el control del territorio de la península a manos de miembros de las Fuerzas Armadas rusas que, con ayuda de milicias, cortaron las comunicaciones con el resto de Ucrania en una operación que había comenzado el 28 de febrero. El 16 de marzo se celebró un referéndum en el que se ofrecía la elección entre la disyuntiva de la unión a Rusia o el apoyo a la restauración de la Constitución de 1992 y al estatus de Crimea, y en el que de acuerdo con las nuevas autoridades del territorio, el 96,77 % de los votantes sobre una participación del 81,36 % aprobaron la unión a Rusia. A lo largo de los siguientes meses, se sucedieron manifestaciones en contra del gobierno de Kiev en el país, llegándose a proclamar «Repúblicas Populares» en Járkov, Donetsk, Lugansk y Odesa, deviniendo con el tiempo en una guerra propiamente dicha, con Ucrania habiendo perdiendo el control de parte del territorio de las autoproclamadas repúblicas de Donetsk y Lugánsk a manos de insurgentes que contaron con el apoyo de Rusia.
El 5 de septiembre de 2014 representantes de Ucrania, la Federación Rusa, la República Popular de Donetsk y la República Popular de Lugansk suscribieron el llamado Protocolo de Minsk, que contemplaba una serie de compromisos para un alto el fuego. Incumplido, unos nuevos acuerdos de marzo de 2015 (Minsk II) trataron de devolver la situación a dichos compromisos.
A finales de 2018 Petró Poroshenko introdujo la ley marcial en los oblasts fronterizos con Rusia y con Transnistria tras la captura de 3 navíos y 24 marineros ucranianos en el estrecho de Kerch por parte del ejército ruso.
En el plano religioso, la Iglesia ortodoxa ucraniana, como culminación de un proceso secuencial, fue reconocida como Iglesia autocéfala en enero de 2019, separándose así del Patriarcado de Moscú. La Iglesia ortodoxa rusa, a raíz de la decisión del Patriarcado Ecuménico de Constantinopla de conceder la autocefalia a la Iglesia ucraniana, había anunciado en 2018 la ruptura la «comunión plena» con Constantinopla, induciéndose un cisma en el mundo ortodoxo.

#### Presidencia de Volodímir Zelenski
El 11 de julio de 2019, el recientemente electo presidente ucraniano Volodímir Zelenski sostuvo una conversación telefónica con el presidente ruso Vladímir Putin, invitándolo a que sea parte de las conversaciones junto a Alemania, Francia, Reino Unido y Estados Unidos en Minsk. Los líderes también discutieron el intercambio de prisioneros que dejó el conflicto de Crimea. El 7 de septiembre del mismo año, ambos países realizardon dicho intercambio.

#### Crisis política y conflicto bélico
El 27 de noviembre de 2021, Zelensky acusa a Rusia de estar coordinando un golpe de Estado en su contra para el mes de diciembre. En dicha acusación se señala que también estaría involucrado el empresario ucraniano Rinat Ajmetov.
El 24 de febrero de 2022, debido al ataque ruso a Ucrania, las relaciones diplomáticas fueron canceladas.